# Cuisine de Trinité-et-Tobago

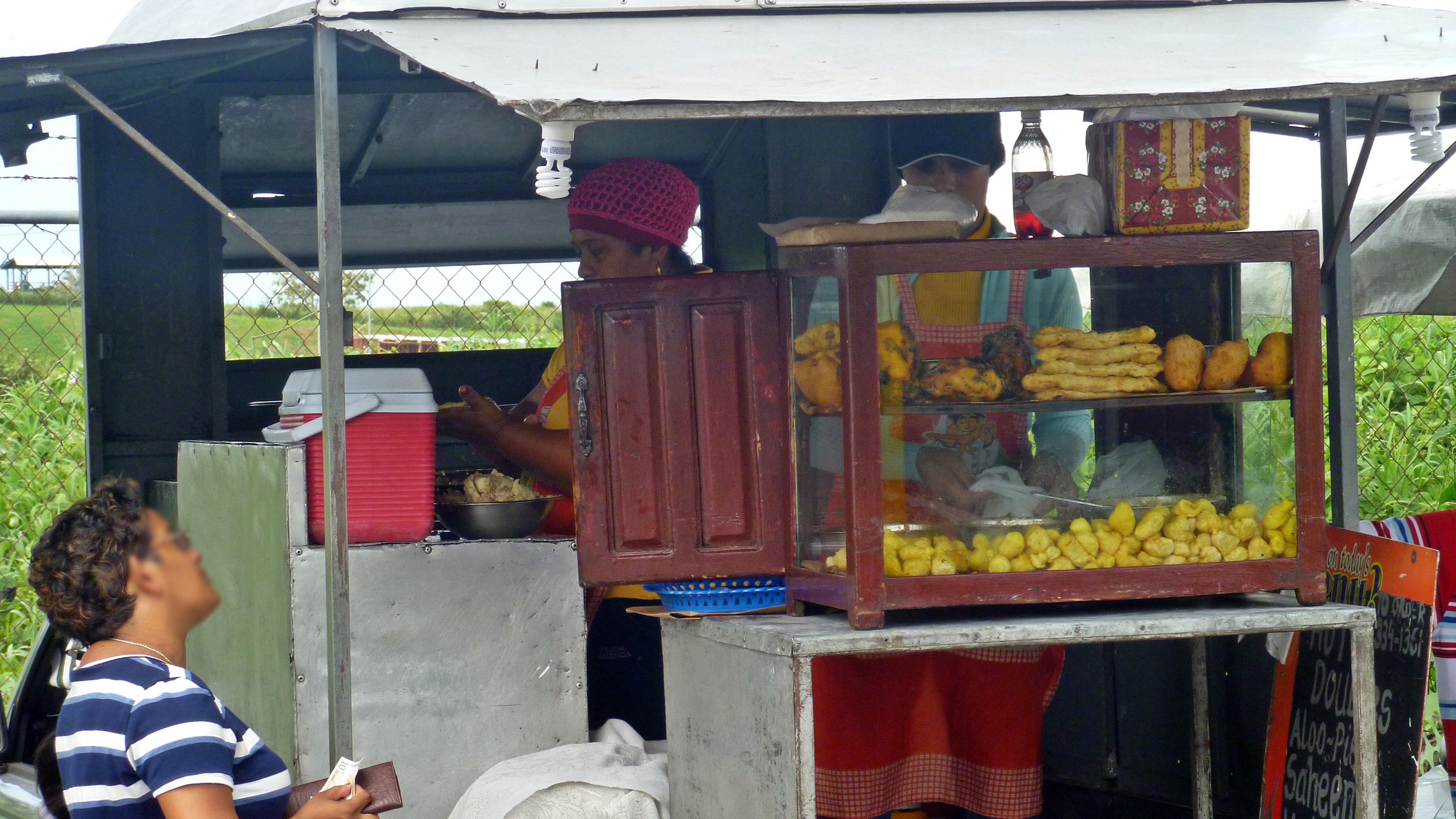
Commerce de doubles à Débé, l'un des plats emblématiques du pays.

La cuisine de Trinité-et-Tobago est, comme à l'image du pays, témoin d'un métissage important et est influencée par les cuisines indienne, sud-asiatique, ouest-africaine, créole, européenne, américaine, chinoise, amérindienne et latino-américaine. À Trinité-et-Tobago, il s'y cuisine une large sélection de mets de fruits de mer, notamment le cari de crabe et les dumplings. Trinité-et-Tobago est également connue pour le dasheen (racine de taro), la patate douce, l'eddoe, le manioc, l'igname, les soupes et les ragoûts.

## Repas et aliments

### Déjeuner
Au déjeuner, il est commun de manger des doubles, des roti (généralement le sada roti ) servis avec des légumes en curry, rôtis ou frits, du fried bake, un type de pain servi avec du poisson salé, de la viande ou des légumes ou encore du coconut bake, un pain à la noix de coco servi avec une gamme de garnitures.

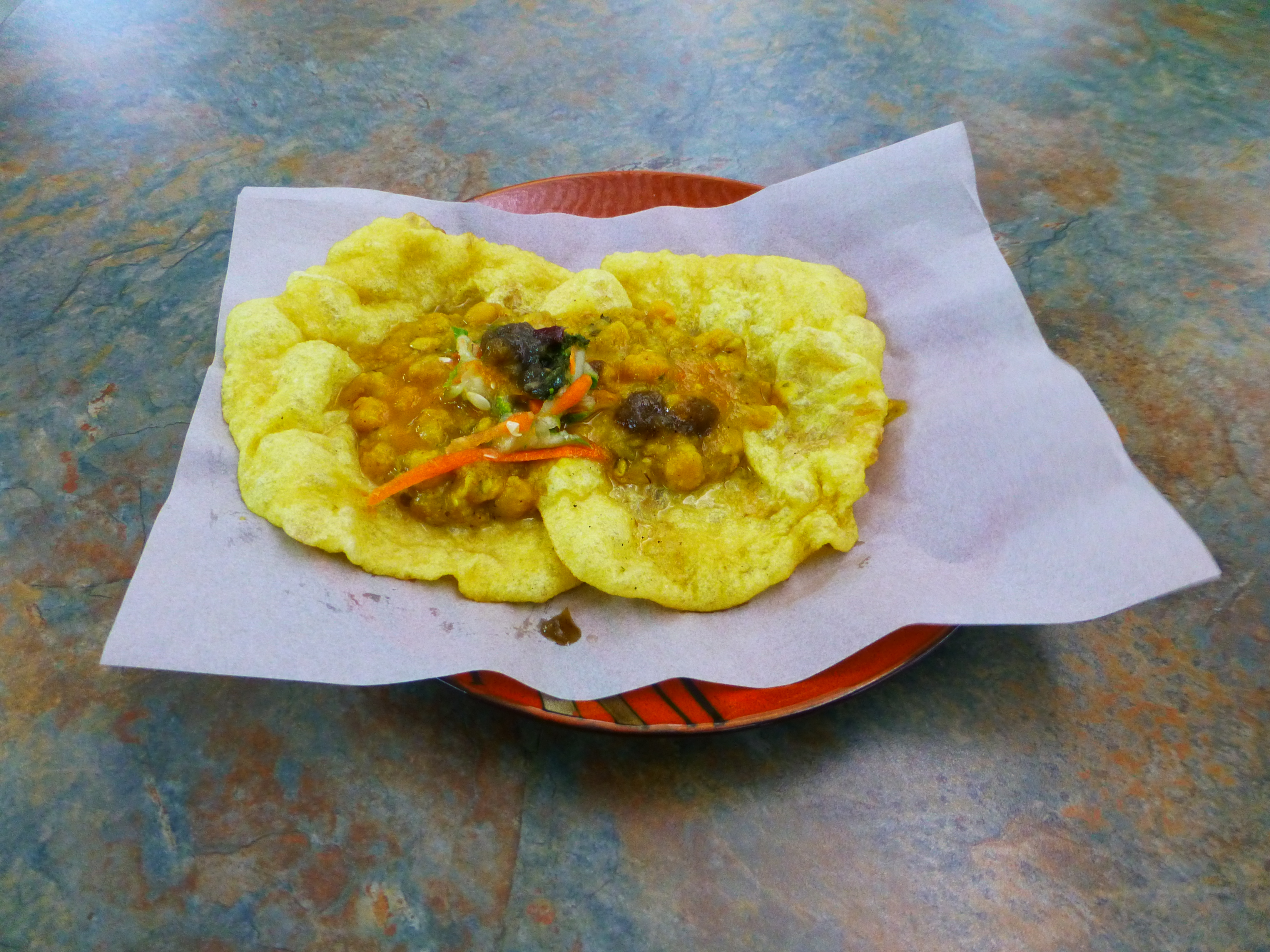
Des doubles.

Les doubles est composé de deux baras (pâte frite) et de cari de channa (pois chiches). Il est servi avec des garnitures, telles que de la sauce de piment, du kuchela et des chutneys de tamarin, de mangue, de pommecythère, de concombre et de bandhaniya. C'est l'un des aliments les plus consommés au petit-déjeuner sur les îles, mais est consommé à tout moment de la journée.
Un petit-déjeuner traditionnel indo-trinidadien et tobagonien se compose de sada roti, un type de pain sans levain à base de farine, de levure chimique et d'eau. La pâte est étalée et cuite dans une poêle plate en fonte, appelée tawa. La pâte cuite est coupée en quartiers et servie avec une variété de légumes frits, de tarkaris ou de chokhas. Parfois, le fried bake est consommé à la place et préparé avec de la farine, de la levure chimique et de la levure, puis frit dans de l'huile. Le petit-déjeuner est généralement végétarien, mais du poisson salé est parfois ajouté. Certains plats du petit-déjeuner comprennent le baigan chokha (aubergines rôties et en purée), le damadol chokha (tomates rôties et en purée), le pepper chokha (poivrons rôtis et en purée), l'aloo chokha (pommes de terre bouillies, rôties et en purée), le karaili chokha (purée de melon amer rôti), le murtani ou upar ghar (combinaison d'aubergines rôties et écrasées, tomate, poivron et gombo), les bodi (haricots longs) frits ou en cari, les aloo (pommes de terre) frites ou en cari, les gombos frits ou en sauce, les seim (haricots jacinthes) frits ou en cari, le karaili (melon amer) frit ou en cari, du potiron ou du kohra tarkari (potiron mijoté avec des épices et des assaisonnements), du saijan (moringa) frit ou en cari, du lauki (gourde) frit ou en cari, du bhaji (fait avec de jeunes feuilles de taro, des feuilles d'épinards, des feuilles de saijan ou des feuilles de chaurai (amarante épineuse), ou encore des plantains frits.
Le fried bake (un pain frit sans levain) est généralement servi avec du requin frit, du poisson salé (morue séchée et salée), du buljol (poisson salé avec des poivrons frais, des tomates, des concombres et parfois des œufs durs), des sardines, du hareng (poisson fumé, salé et séché), du bacon, du plantain frit, ragoût de poulet brun ou du corned-beef avec oignons et tomates.
Le coconut bake (pain à la noix de coco) est généralement servi avec des acras frits (beignets de poisson salé), du buljol, du boudin noir, du beurre, de la pâte de fromage (un mélange de fromage, beurre, moutarde, oignon râpé, mayonnaise et assaisonnement vert) ou encore de la viande mijotée, par exemple du poulet.
Le bake and shark est un déjeuner populaire sur les plages locales, comme à Maracas Beach (Trinité) et Store Bay (Tobago), surtout la fin de semaine.
Les autres aliments du déjeuner peuvent consister en des gâteaux de tannia (faits de dasheen frit) ou du manioc bouilli avec du beurre.
Les boissons chaudes courantes consommées au déjeuner comprennent le thé au cacao (chocolat chaud) à base de boules de cacao maison, le gruau de semoule de maïs et la farine (une friandise indigène).

### Déjeuner et dîner

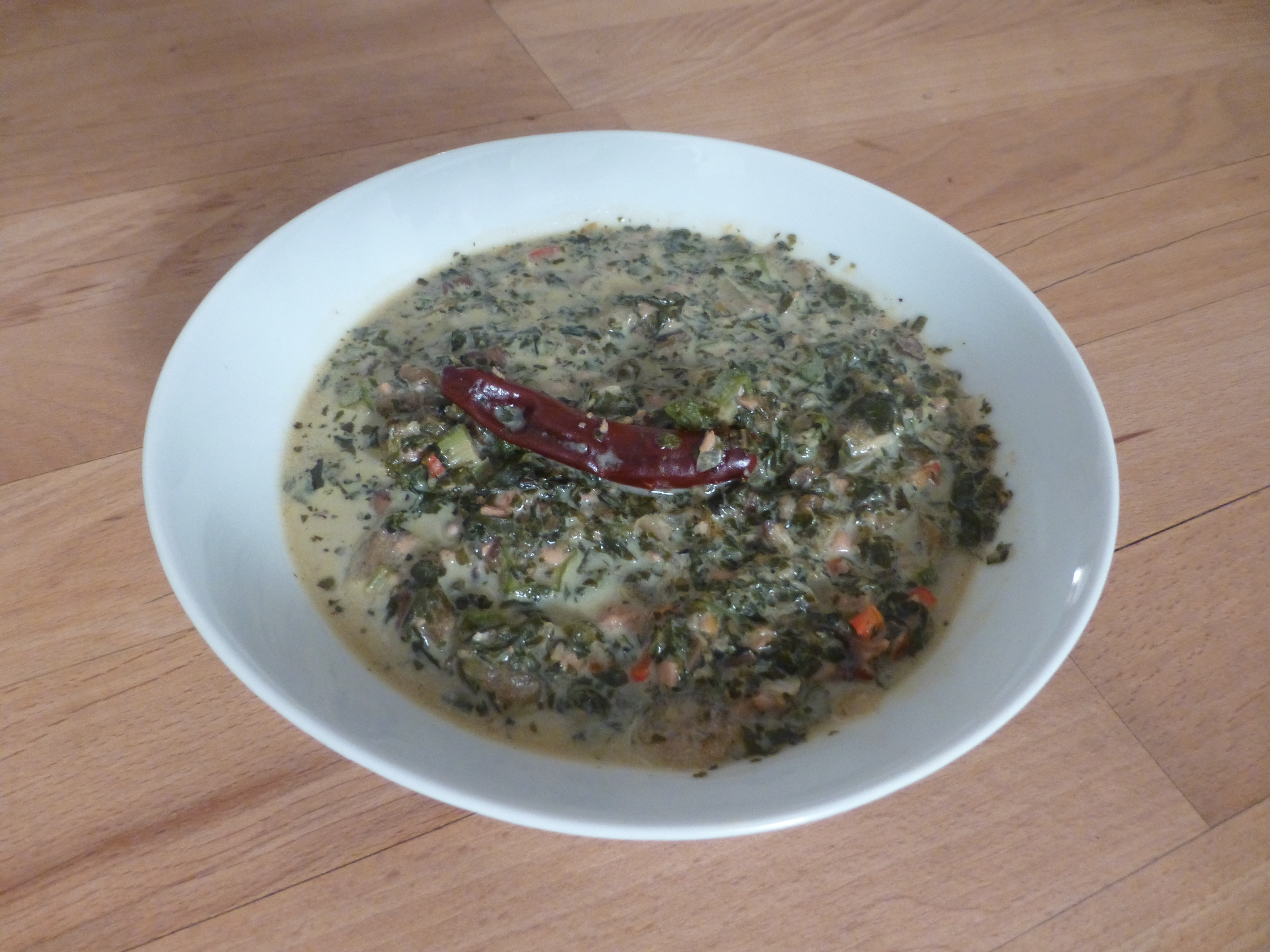
Un plat de calalou.

Un plat très populaire du pays, ayant des racines africaines, est le calalou, un plat d'accompagnement composé de jeunes feuilles de dasheen ou de taro, de gombo connu localement sous le nom d'ochro, de crabe ou de nattes, de citrouille, d'oignons, de lait de coco, de piment et d'herbes, telles que la ciboulette, la coriandre ou le culantro (appelé localement chadon beni du nom français du cnicus « chardon béni » ou bandhaniya du nom hindi de la coriandre fermée « ban dhaniya »).
Le calalou est souvent servi avec du coo-coo, une préparation de semoule de maïs[réf. à confirmer], du plantain, du manioc, des patates douces, des dumplings, du riz ou du cari de crabe.
Ce plat de calalou n'est pas le même que celui originaire de la Jamaïque, qui est fait avec des feuilles d'amarante, des oignons, de l'ail et des tomates.
Le pelau (en) est un plat à base de riz très populaire à Trinité-et-Tobago, tout comme le ragoût de poulet, l'huile d'arbre à pain, la tarte aux macaronis, la queue de bœuf, le dhal et le riz, entre autres.
Les plats de Trinité-et-Tobago sont souvent préparés en cari, en ragoût ou au barbecue. Un éventail de poissons et de fruits de mer peut être acheté chez les marchands locaux du pays, tels que le poisson volant, le poisson royal, la carite, les crevettes, le sapatay, le poisson rouge, la bonite, le homard, la conque, le crabe, le tilapia et le cascadu.
L'un des plats trinidadiens les plus populaires est le cari de canard servi avec du roti ou du riz. Il est coutume que des concours locaux de cuisine de cari de canard soient organisés. À ces occasions, de multiples variantes sont créées.
La tarte aux macaronis constitue un autre plat populaire dans l'archipel. Elle consiste en des pâtes alimentaires cuites avec des œufs, du fromage et une variété d'autres ingrédients et assaisonnements qui dépendent de la recette suivie ou du cuisinier.
De manière plus régionale, la cuisine tobagonienne est dominée par une large utilisation de fruits de mer, notamment par le cari de crabe ou encore les dumplings. Tobago est également connue pour ses provisions somptueusement préparées, telles que le dasheen (racine de taro), la patate douce, l'eddoe, le manioc, l'igname, les soupes et ragoûts, également connus sous le nom de « nourriture bleue » à travers le pays. Le « bouillon de poisson », une soupe à la manière de la bouillabaisse, y est très populaire en plat principal ou en accompagnement.
Un autre plat local est le cascadu bleu, qui est un petit poisson d'eau douce. Le poisson est préparé en cari et servi avec du riz, du manioc et de l'igname. Il y a une légende locale à Trinidad selon laquelle celui qui mange du cascadu reviendra à Trinidad pour finir ses jours.
Le buljol est un autre plat répandu, il consiste en une salade de morue salée, de tomates et de piments.

### Condiments
Il est coutume dans la cuisine trinidadienne d'accompagner les repas de divers condiments ; ceux-ci peuvent inclure des sauces de piment, des chutneys et des cornichons et sont souvent faits maison.
Les sauces de piment sont préparées en utilisant des piments Scotch bonnet ou d'autres piments forts, hachés ou hachés avec des épices. Ces sauces peuvent parfois inclure du citron ou du citron vert ainsi que d'autres légumes, et se déclinent en de nombreuses variantes et saveurs. La murtanie (belle-mère) est un autre condiment populaire qui est un mélange épicé et  grossièrement haché de piments Scotch Bonnet, de carottes, de karaili (melon amer) et d'épices.
Les chutneys sont également populaires et comprennent souvent du chaltar (dillenia indica), de la mangue, du tamarin, du concombre, de la pommecythère, du bandhaniya, du dhaniya, de la tomate et de la noix de coco. Ils sont le plus souvent consommés avec des doubles, des aloo pie, des saheena (en), des baiganee, des kachori et des pholourie (en). Il existe une variété de cornichons populaires connus localement sous le nom d'achar qui sont couramment utilisés. Le kuchela une version épicée râpée, généralement à base de mangue mais parfois à base de pommecythère, la version mangue étant la plus populaire. D'autres versions d'Achars sont fabriquées à partir de mangue, pommecythère, tamarin, amla, citron, citron vert et chulta.
L'assaisonnement vert est extrêmement populaire. Il consiste en une sauce froide à base de culantro ou chadon beni, réduite en purée avec des oignons verts, de l'ail, du piment, du vinaigre et d'autres herbes, qui peut être utilisée comme condiment de table ou marinade.

### Cuisine de rue

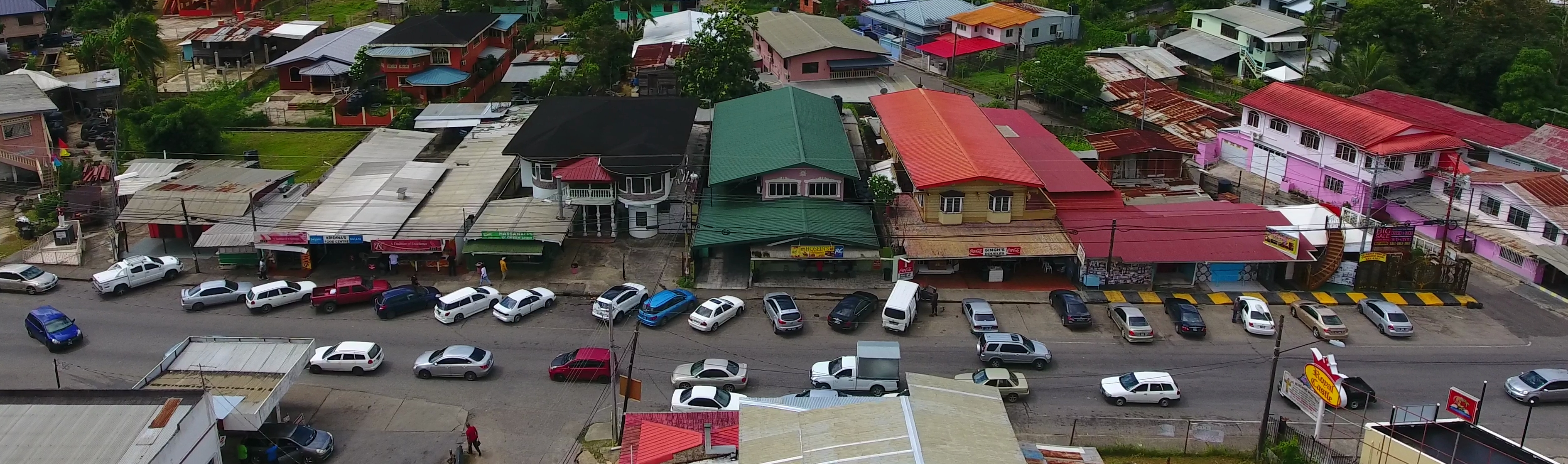
Kiosques de vente de nourriture à Debe, une ville du sud de Trinité.

Les aliments de rue populaires à Trinité-et-Tobago comprennent :
- les aliments indo-trinidadiens et tobagoniens comme les doubles[6], l'aloo pie[7], les pholourie (en), les saheena (en), les baiganee, les bara et les kachori sont des aliments de rue populaires dans tout le pays. Un autre aliment de rue indo-trinidadien et tobagonien populaire est le wrap roti, qui se compose de roti (généralement paratha ou dhalpuri) qui enveloppe des légumes au cari, du channa au cari (pois chiches) et des pommes de terre, du poulet au curry, des crevettes au curry, de la chèvre au curry, canard au curry, conques au curry ou toute autre garniture épicée. Les desserts indiens sont également populaires, en particulier lors des fêtes hindoues. Debe dans le sud de Trinidad est une destination populaire pour ces aliments.

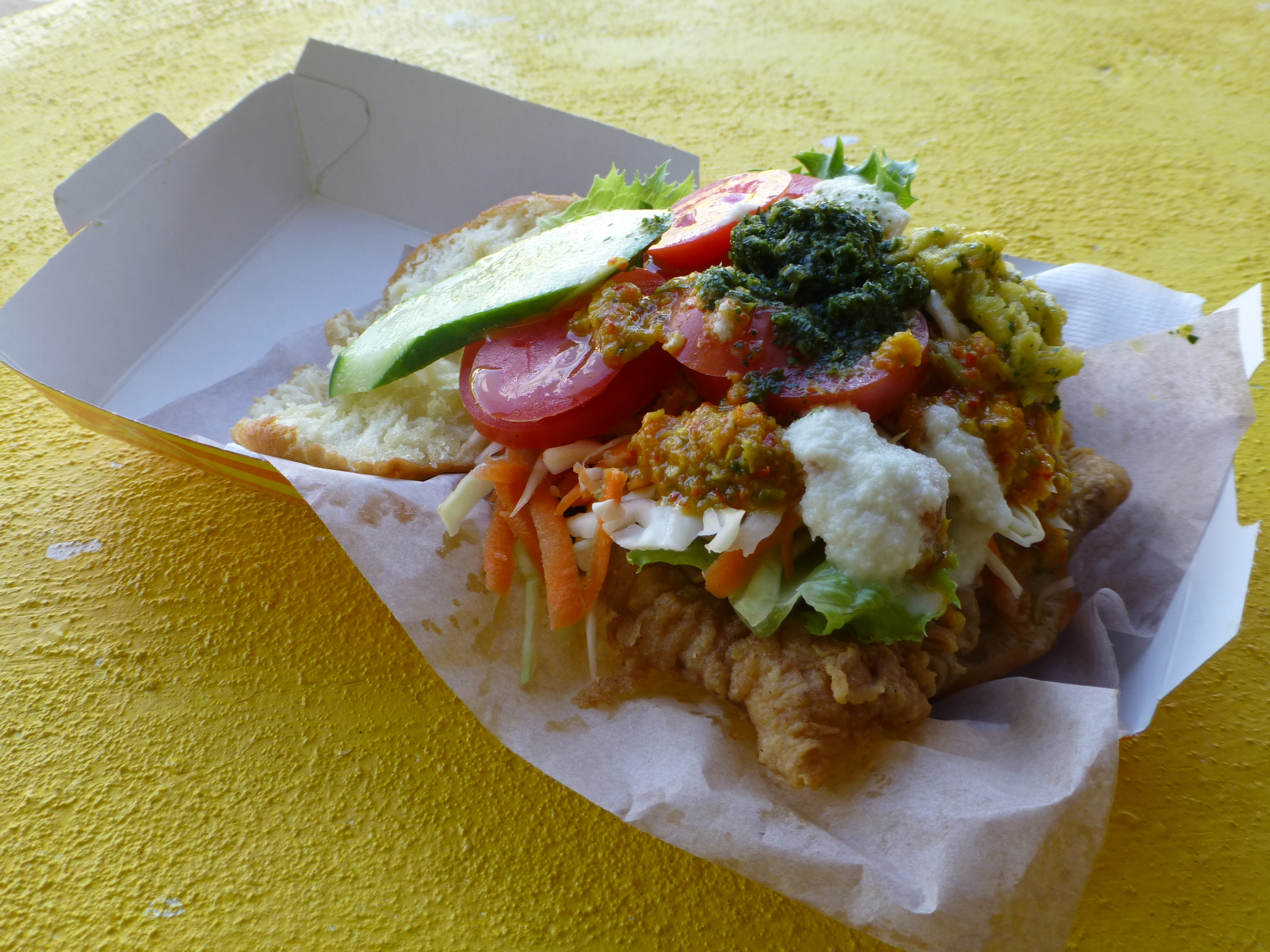
Un bake and shark.

- Un bake and shark.le bake and shark (particulièrement populaire à Maracas Beach le long de la côte nord de Trinidad) est un plat de requin frit garni de fruits frais comme l'ananas et de légumes comme le concombre et laitue, le tout surmonté d'une variété de sauces et d'assaisonnements.
- le souse est fabriqué à partir de pieds de porc, de vache ou de poulet et de concombres, le tout assaisonné d'oignons, d'ail, de sel, de piment, de piments Scotch bonnet, de citron et de chadon beni. Il se sert tiède (le plus souvent) ou légèrement frais (température ambiante). Il est également répandu pour être un remède à la gueule de bois.

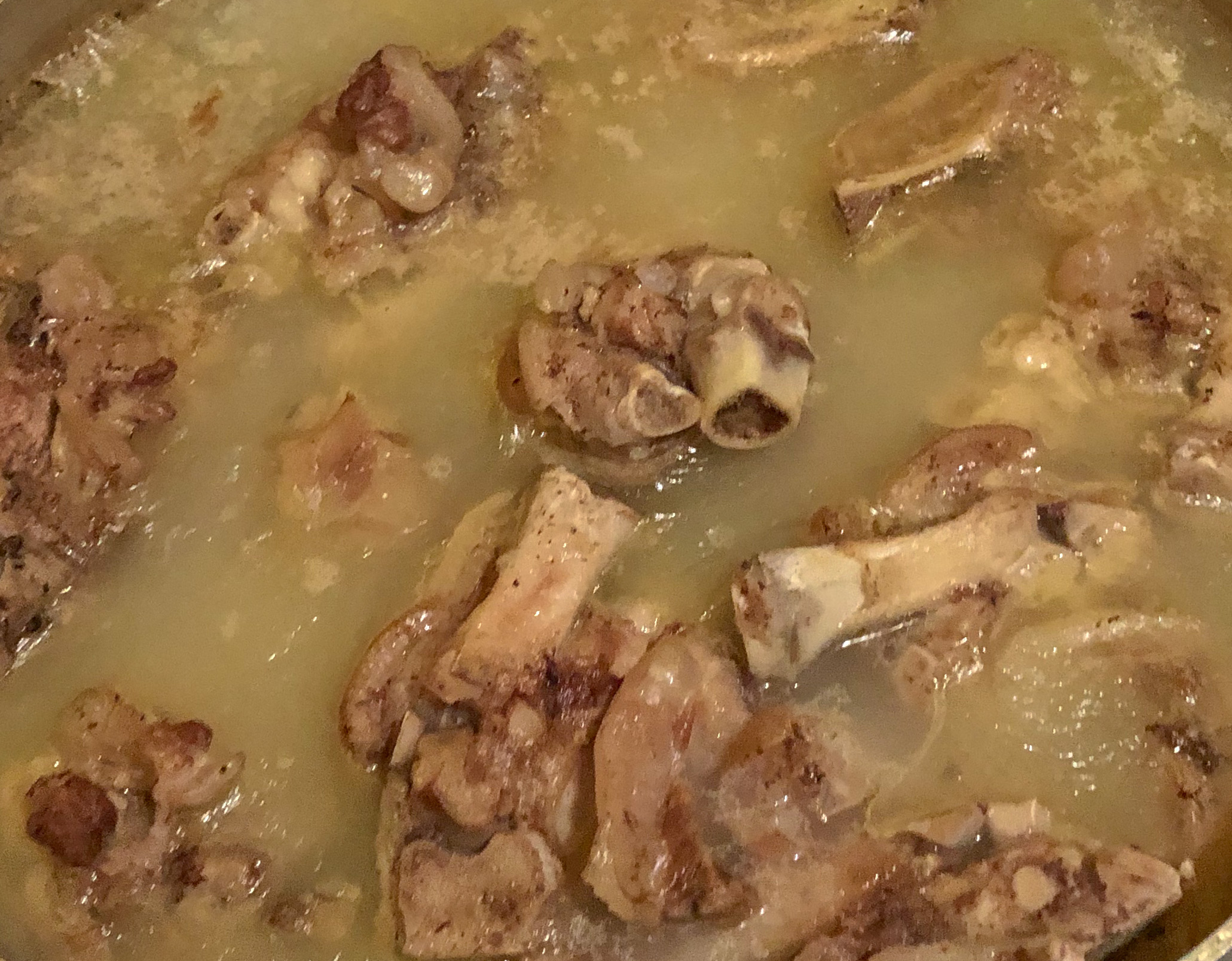
Un souse trinidadien.

Plusieurs autres repas sont également consommés dans la rue, tels que des wontons, de la soupe de maïs, du porc geera (au cumin), du poulet geera, des brochettes, des gyros, des pastels, des huîtres crues (généralement vendues sur des étals où il y a une torche au kérosène allumée ou un flambeau, avec une sauce épicée sucrée-piquante à la coriandre ou au culantro), des tartes au poisson, des tartes aux macaronis, des tartes au fromage, des tartes au bœuf (de nombreux quartiers de Trinité ont un pâtissier local) et des pows (pao-tzu en cantonais, soit un rouleau enveloppé cuit à la vapeur avec de la sarriette ou garniture sucrée – petits pains cuits à la vapeur fourrés à la viande, typiquement du porc char siu). Des rouleaux de saucisses sont également consommés comme collation sur l'heure du midi et sont disponibles dans les kiosques au long des routes du pays.
En saison, il est courant pour les Trinidadiens de consommer des épis de maïs rôtis ou bouillis, ceux-ci peuvent être trouvés à toute heure du jour ou de la nuit.
Lors d'occasions festives (Carnaval, Borough Day et la plupart des jours fériés), les aliments de rue comprennent également de la viande sauvage comme le cerf, l'iguane, le manicou, le tatou et l'agouti, pour n'en nommer que quelques-uns. Ceux-ci sont préparés sous forme de plat créole ou en cari, et servis avec un large choix de sauces pimentées locales.
Les jours chauds, les habitants apprécient la crème glacée, les cônes de neige (servis dans différentes couleurs, saveurs et formes, souvent sucrés avec du lait concentré), les sucettes glacées, le kulfi, les gelées, les sacs à ventouses, les barbotines à la noix de coco, l'eau de coco et la gelée de noix de coco.

### Festivals

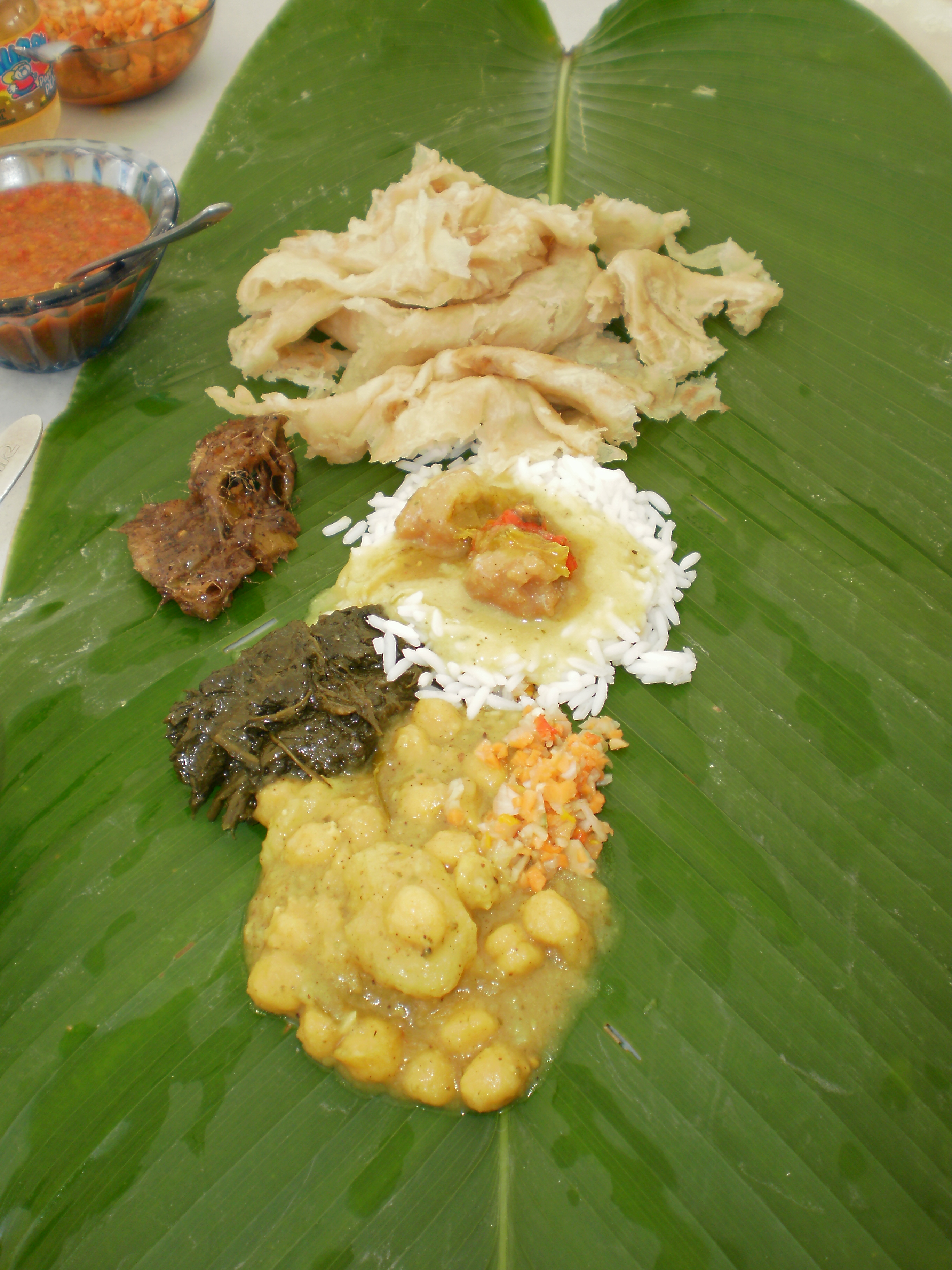
Un repas de Diwali, composé de cari de patates et pois chiches, de cari de mangue, de bhaji, de karhi, de riz, de mother-in-law et de paratha roti.

À Noël, les aliments d'occasion comprennent des apéritifs comme les pastelles (appelées hallaca au Venezuela d'où elles sont originaires), les pholourie, le saheena, le baiganee, le kachori et les pâtés au poulet ou au porc. Les entrées comprennent le jambon à l'ail (carne vinha-d'alhos, un plat portugais), le jambon cuit au four, la dinde ou le poulet au four, la tarte aux macaronis, le pâté de poisson, les pommes de terre rôties à l'ail, la viande grillée ou au barbecue (poulet, crevettes, poisson ou agneau), le maïs, les pois cajan, le riz de Noël (aussi appelé espagnol ou festif), le riz frit, le chow mein, le lo mein, le poulet rôti chinois, les crevettes au piment et différents types de currys (poulet, chèvre, canard, poisson, crevettes, crabe, baigan, channa et aloo), roti et dal bhat.
Les desserts comprennent le gâteau aux fruits, le gâteau noir (gâteau au rhum), le pain sucré, le pone de manioc, les gouttes de noix de coco, le gâteau éponge, le gâteau au chocolat, le gâteau Dundee, le rouleau aux raisins secs, le khurma et le gulab jamun. Les boissons comprennent les sodas, l'eau de coco, les jus (mangue, orange ou canneberge), la bière au gingembre, la ponche crema, le lait de poule, le thé au cacao et l'oseille.
La nourriture consommée lors du Diwali traditionnel et des autres fêtes et prières hindoues comprennent notamment des amuse-gueules tels que les pholourie, le saheena, le baiganee, le bara et le kachori. Comme plats principaux, le roti (le plus souvent dalpuri et paratha), le karhi et le riz, servis avec des condiments tels que l'achar, le kuchela (en), la mother-in-law (légumes marinés), la sauce pimentée et des accompagnements tels que le cari de mangue, le bhaji (dasheen bush ou n'importe quel épinard), le potiron ou le kohra tarkari (citrouille), le cari de pois chiches et pommes de terre, l'aubergine frite ou en cari, les haricots longs frits ou en cari, les haricots jacinthes frits ou en cari, le cari d'eddoes, le cari de breadnut, et autres tarkaries (currys végétariens). Les desserts comprennent le mohan bhog (parsad), le lapsi et le suhari, le burfi, le khurma, le gulab jamun, le pera, le rasgulla, le batasa, le gujiya, le gulgula, le roat, le kheer (riz sucré), le laddu et le jalebi. Il est traditionnellement servi sur une feuille de sohari (Calathea lutea).
Les plats spéciaux de l'Aïd, du Hosay et autres fêtes musulmanes comprennent le cari de chèvre, le curry channa et aloo, la sawine, le burfi, le rasgulla, le sirnee, le maleeda, le halwa et le baklawa[réf. nécessaire].

### Desserts
Les desserts locaux populaires sont généralement extrêmement sucrés. Les collations locales comprennent le manioc, la noix de coco et les goyaves cuites, les boules de pâte, de papaye, de tamarin, de bene (bâtonnets ou gâteaux), le toolum, la pâte de goyave, le jub jub et les gâteaux au sucre, le gâteau aux noix, le piment bibi et le fudge brun fondant. Les chocolatiers et confiseurs locaux fabriquent plusieurs types de friandises. Les délices indiens comme le kheer (riz sucré ou meetha bhat ), le sawiyan, le khurma, le gulab jamoon, le roat, le laddu, le jalebi, le halwa, le mohan bhog (parsad), le sirnee, le lapsi et le suhari, le rasgula, le gulgula, le rasmalai, le pera, le modak, le doodhpitty, le gujiya, le batasa et le burfi sont également populaires.

## Boissons

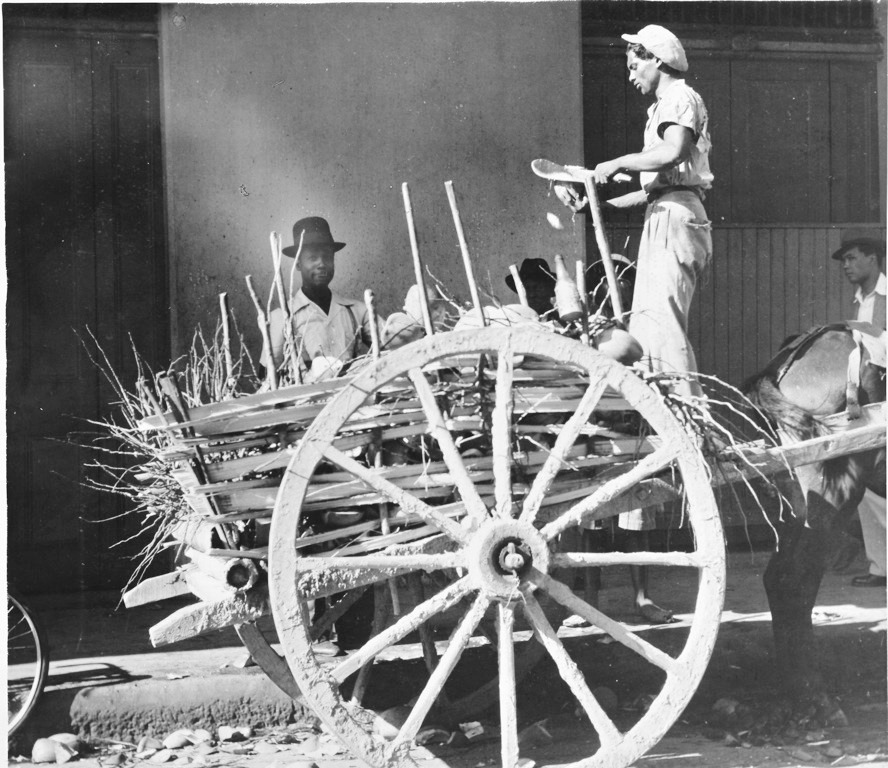
Vendeur d'eau de coco à Port-d'Espagne dans les années 1950.

De nombreuses boissons sont populaires à Trinité-et-Tobago, notamment au niveau des boissons gazeuses. À titre d'exemple, les boissons Chubby's, Busta, LLB (Lemon Lime and Bitters), Solo, Peardrax, Coca-Cola, Fanta, Pepsi, Dr. Pepper et Sprite sont d'usage courant. Également, les malta, Smalta, Shandy, le jus d'agrumes, la bière de gingembre, la bière Guinness, le punch aux cacahuètes, le punch au channa (pois chiches), le punch à la betterave, l'oseille, le mauby, le punch à la mousse de mer, le punch à la barbadine, le punch au corossol et le punch paw paw (à la papaye) sont également populaires.
Les bières Carib et Stag sont des bières blondes locales très populaires. Les Carib Light et Carib Shandys jouissent également d'une certaine popularité avec leurs saveurs d'oseille, de gingembre et de lime.
L'eau de coco peut être facilement trouvée dans tout l'archipel. Originaire des Caraïbes, le rhum est par ailleurs très répandu à Trinité-et-Tobago, qui possède des magasins de rhum dans tout l'archipel, servant des spécialités locales telles que le ponche-de-crème, le rhum puncheon et des vins faits maison à partir de fruits locaux. L' alcool fait maison est également commun. Les  amers (en particulier celui fabriqué par House of Angostura) sont également populaires.
L'eau Pacro est une boisson à base de fruits de mer fabriquée à partir de l'ébullition de divers mollusques chitons, tels que le chiton tuberculatus. Celle-ci sert notamment à la préparation de bouillons pour la soupe. La boisson a la réputation d'être aphrodisiaque et de posséder d'autres propriétés thérapeutiques. L'eau Pacro est parfois consommée à l'occasion de festivals ou de célébrations publiques.

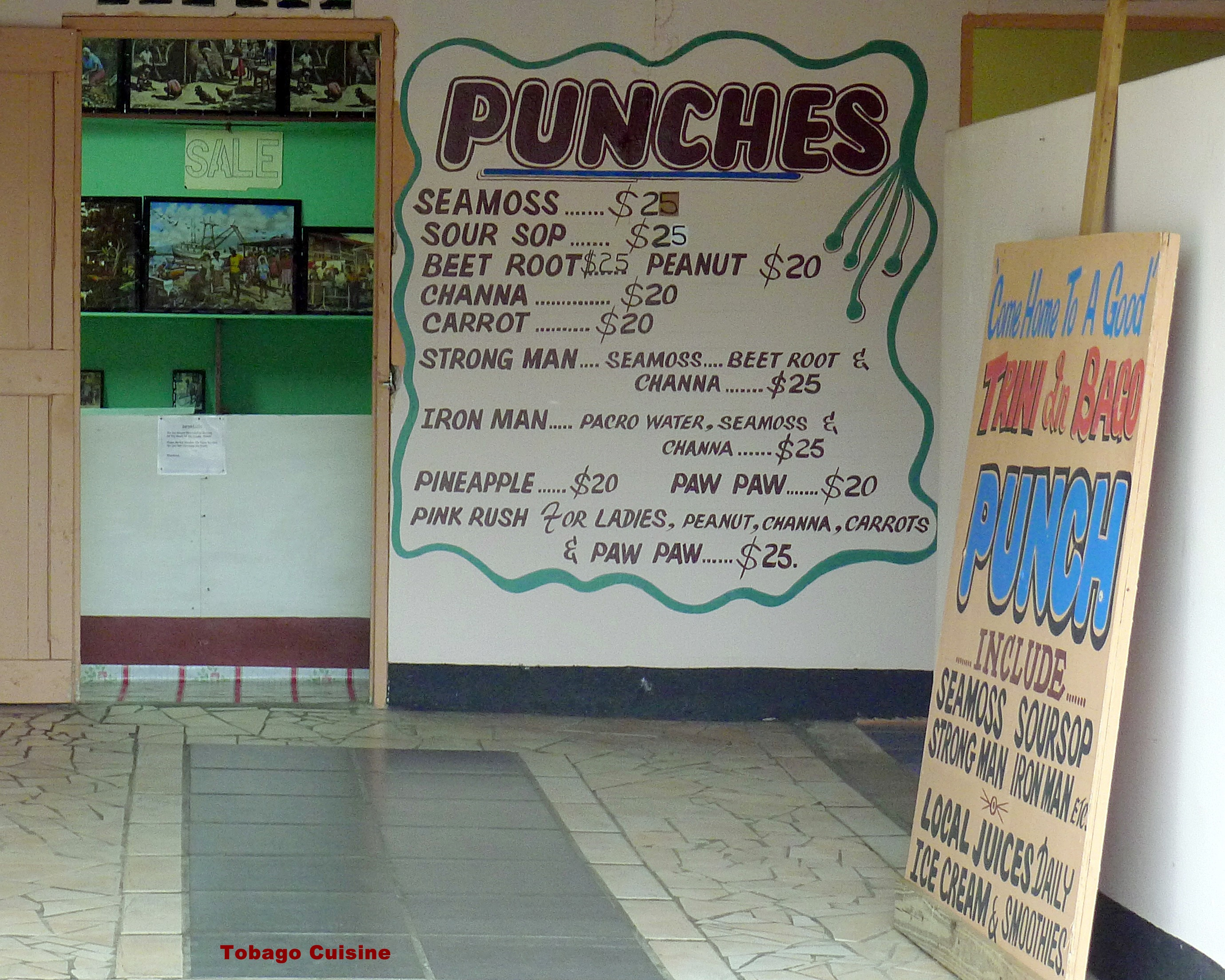
Commerce vendant de l'eau Pacro Water et des Sea Moss.

## Fruits
De par son climat tropical, les fruits disponibles à Trinité-et-Tobago sont nombreux. Ils comprennent par ailleurs la mangue (par exemple les types Axe, Bread, Bastapool, Button, Belly-bef, Calebasse, Cedar, Cutlass, Doudouce, Oeuf, Graham, Bombay, Ice Cream, Julie, Long, Pawpaw, Peter, Rose, Round, Spice, Starch, Tommy, Teen, Térébenthine, Vert, Zabrico), le fruit à pain, l'oseille, le fruit de la passion, la pastèque, la sapotille, la pommerac, la goyave, la pommecythère, la caïmite, l'abiu, la carambole, la cerise, l'avocat, la papaye, la quenette, l'ananas, l'orange, la mandarine, le prunier (les variétés Governor, King et la commune), la cerise des Antilles, la banane (sikyé, soie, Gros Michel, Lacatan), la barbadine, le balatá, le corossol, la noix de cajou, le tamarin, le cérès, le pois doux, le cocorite, le gru-gru-beff, le fat-pork, la poire et la noix de coco.
Plusieurs fruits disponibles à Trinité-et-Tobago sont couramment utilisés pour préparer le chow, une préparation savoureuse et généralement épicée. Les principaux ingrédients du chow sont généralement : le fruit de son choix, le culantro (bandhaniya), le piment (frais, en poudre ou en sauce), le sel et parfois l'ail et le vinaigre. Traditionnellement, les fruits les plus populaires pour préparer le chow sont les mangues, les pommeracs, les pommecythères, les concombres, les tomates, les cerises, les ananas, les pommes vertes, les poires et les prunes. Les fruits les plus gros (comme la mangue et l'ananas) sont généralement coupés pour convenir au format d'une bouchée. Les fruits sont ensuite laissés dans le reste des ingrédients pour qu'ils macèrent.